# 混世魔王
混世魔王（こんせいまおう）は『西遊記』に登場する妖怪。混世烏魔（こんせいうま）とも呼ばれる。孫悟空の最初の敵でもある。
花果山水簾洞（かかざんすいれんどう）の真下にある坎源山水臓洞（こんげんざんすいぞうどう）に棲み、山中の小妖怪達を支配していた。
悟空が仙術のために水簾洞を留守にしている間、混世魔王はその隙に手下を連れて水簾洞を占拠しようとした。戻ってきた悟空はその話を聞くと、すぐさま水簾洞へ突入し、混世魔王に勝負を挑んだ。混世魔王は悟空が何も武器を持っていないことを確認すると、自らも素手で勝負を挑む。しかし、素手で敵わないと悟るや、刀で襲い掛かる。が、悟空の作り出した分身に気を取られている隙に刀を奪われ、逆に自分が切り裂かれてしまった。

## 日本のドラマ
1978年から1980年にかけて放送された日本テレビのテレビドラマ『西遊記』には二度にわたり登場している。1978年の『西遊記』では第1話にて、原作どおり水簾洞を支配し、孫悟空に倒される。演じたのは松崎真。1979年の『西遊記II』第5話で再登場。大日如来に救われたものの、今度は太陽の鏡を盗み出して、第二の太陽で500年間、夜のない村を支配していた。二度目の登場ではコンドルへの変身能力を持ち、悟空との二度目の戦いで再び敗北する。同一人物設定ではあるが、演者は山本昌平に変更されている。
2006年に放送されたフジテレビドラマ版『西遊記』では、第九巻 「最強妖怪の罠・花の国」にて登場する。演じたのは松重豊。
総勢5万もの妖怪軍団を束ねる総大将として君臨する大妖怪で、沙悟浄のかつての主君である。その強さは沙悟浄曰く300人力と言われ、矛と棍棒が合わさったようなポールウェポンと刀を武器とする。
残虐非道な性格で、三蔵法師が幼少期の頃、「愛用の椅子に張る布に丁度良い柄の服を着ていた」という理由だけで彼の母を殺害した。その残忍さ故に普段冷静な沙悟浄も、彼の名を聞くだけで激しく動揺していた。